# عباس أباد (شيروان)
عباس أباد (بالفارسية: عباس‌آباد) هي مستوطنة تقع في إيران في قسم شیروان الريفي. يقدر عدد سكانها بـ 544 نسمة .